# Okręg Argentan
Okręg Argentan (fr. Arrondissement d'Argentan) – okręg w północnej Francji. Populacja wynosi 118 tysięcy.

## Podział administracyjny
W skład okręgu wchodzą następujące kantony:
- Argentan-Est,
- Argentan-Ouest,
- Athis-de-l'Orne,
- Briouze,
- Écouché,
- Exmes,
- Flers-Nord,
- Flers-Sud,
- Gacé,
- La Ferté-Frênel,
- Merlerault,
- Messei,
- Mortrée,
- Putanges-Pont-Écrepin,
- Tinchebray,
- Trun,
- Vimoutiers.